# Heerderberggroeve

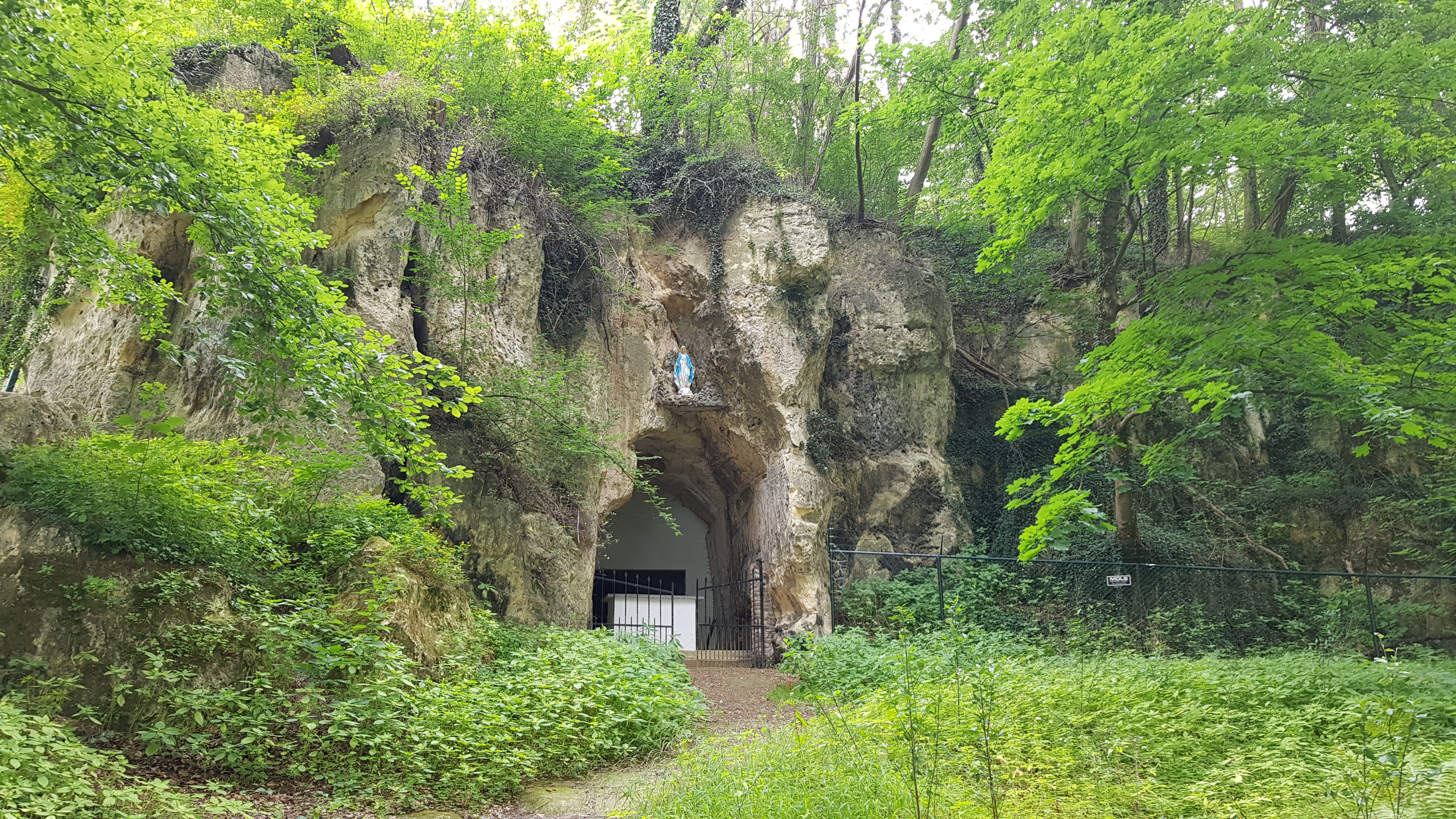
Heerderberggroeve

De Heerderberggroeve  is een Limburgse mergelgroeve bij Cadier en Keer in de Nederlandse gemeente Eijsden-Margraten. De ondergrondse groeve ligt op het landgoed Heerdeberg in de buurtschap Berg. De mergelgroeve dateert uit de late middeleeuwen en is daarmee een van de oudste in de regio.

## Ligging

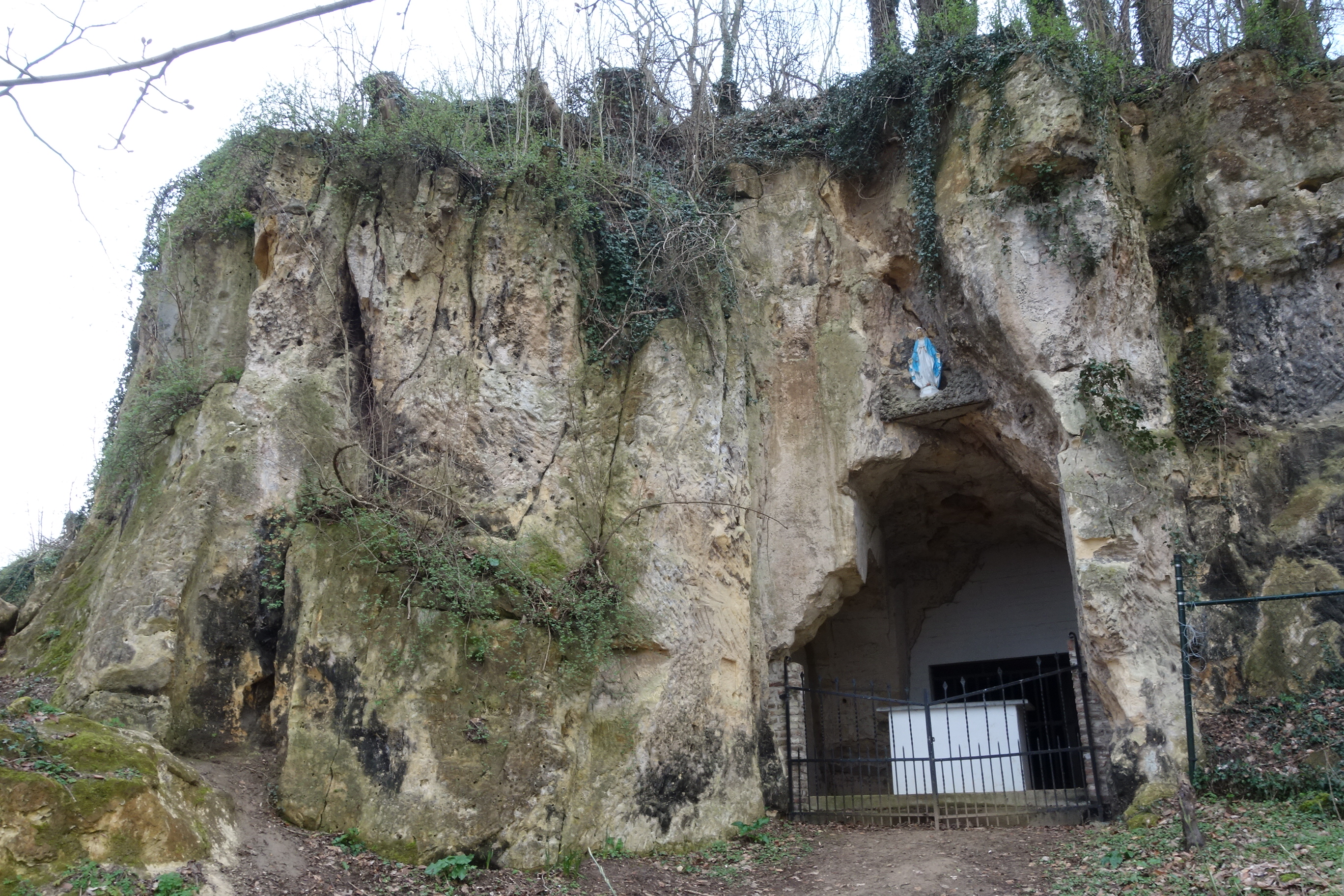
Ingang groeve ingericht als Lourdesgrot

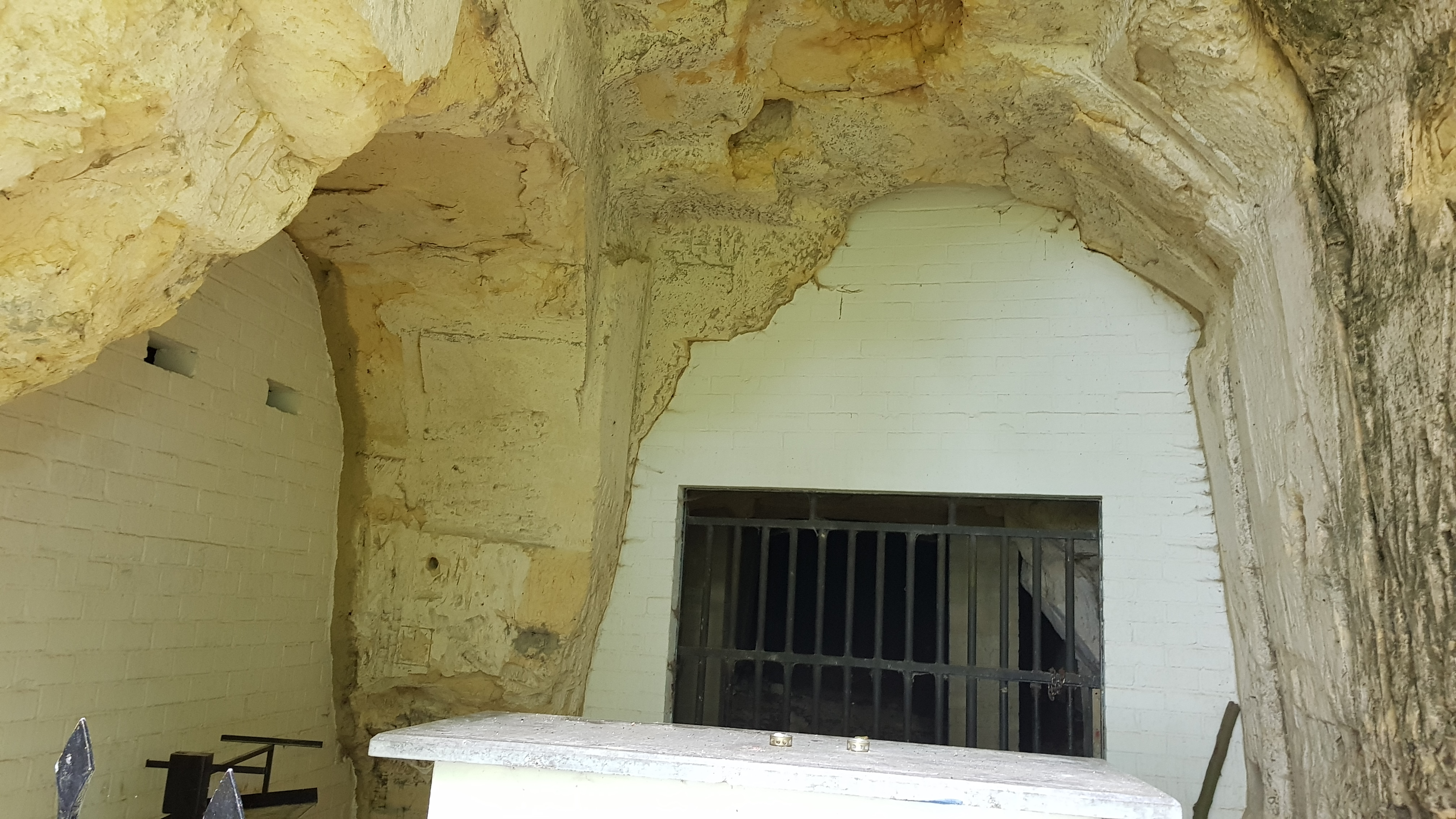
Vleermuis-toegangen via gaten in zijmuur (links) en hek achter altaar

De groeve ligt aan de westelijke rand van het Plateau van Margraten in de overgang naar het Maasdal. Ter plaatse duikt het plateau een aantal meter steil naar beneden als gevolg van verschillende mergelgroeves die hier gelegen waren.
Binnen 500 meter van de Heerderberggroeve liggen noordwestelijker de Nieuwe Groeve Sint-Joseph, Oude Groeve Sint-Joseph en de Scharnderberggroeve. Op ongeveer 500 meter naar het zuiden liggen de groeves van de Keerderberggroeven.
Ten noorden en noordoosten van de groeve staan de deels monumentale gebouwen van Huize Sint-Jozef en Huize Sint-Gerlach. Ten westen bevinden zich een begraafplaats, het Belgisch monument en het Vlaams monument.

## Geologie
De groeve werd volgens W.M. Felder ontgonnen in de Kalksteen van Nekum.

## Geschiedenis
De Heerderberggroeve was tot aan het einde van de 18e eeuw eigendom van het Kapittel van Sint-Servaas te Maastricht. De schepenbank Heer en Keer, waarin de groeve lag, vormde een van de elf banken van Sint-Servaas. De groeve was met zekerheid in het midden van de 16e eeuw, waarschijnlijk al in de 15e eeuw in gebruik voor de winning van mergel door blokbrekers. De oudste vermelding ("St. Servaesberch") dateert uit 1554. Later werd de naam ‘s Heerenberg of Heerderberg gebruikt, waarbij de 'heren' de kanunniken of kapittelheren van Sint-Servaas waren. Begin 17e eeuw raakte de Heerderberg uitgeput, waarna het kapittel de mergelwinning verplaatste naar de Keerderberg. De gewonnen mergel was voornamelijk bedoeld als bouwsteen voor kerken en kloosters in de omgeving. In het archief van het Sint-Servaaskapittel bevinden zich documenten waaruit blijkt dat het kapittel tussen 1592 en 1599 meerdere malen duizenden mergelblokken uit de Heerderberggroeve schonk aan de stad Maastricht ter verbetering van de vestingwerken van Maastricht.
Door de eeuwen heen werd ten tijde van belegeringen van Maastricht de groeve gebruikt als schuilplaats. Op minstens twee plaatsen in de groeven bevinden zich aanwijzingen dat zich daar in het verleden mensen langere tijd opgehouden hebben en stallingen gecreëerd hebben voor het vee. Zo bevinden zich in sommige wanden paalgaten voor het afsluiten van gangen, en halstergaten voor het vastleggen van dieren.
Volgens een legende zijn in de groeve kerkschatten verborgen die achter een instorting zouden liggen en daardoor niet meer bereikbaar zijn.

## Beschrijving groeve

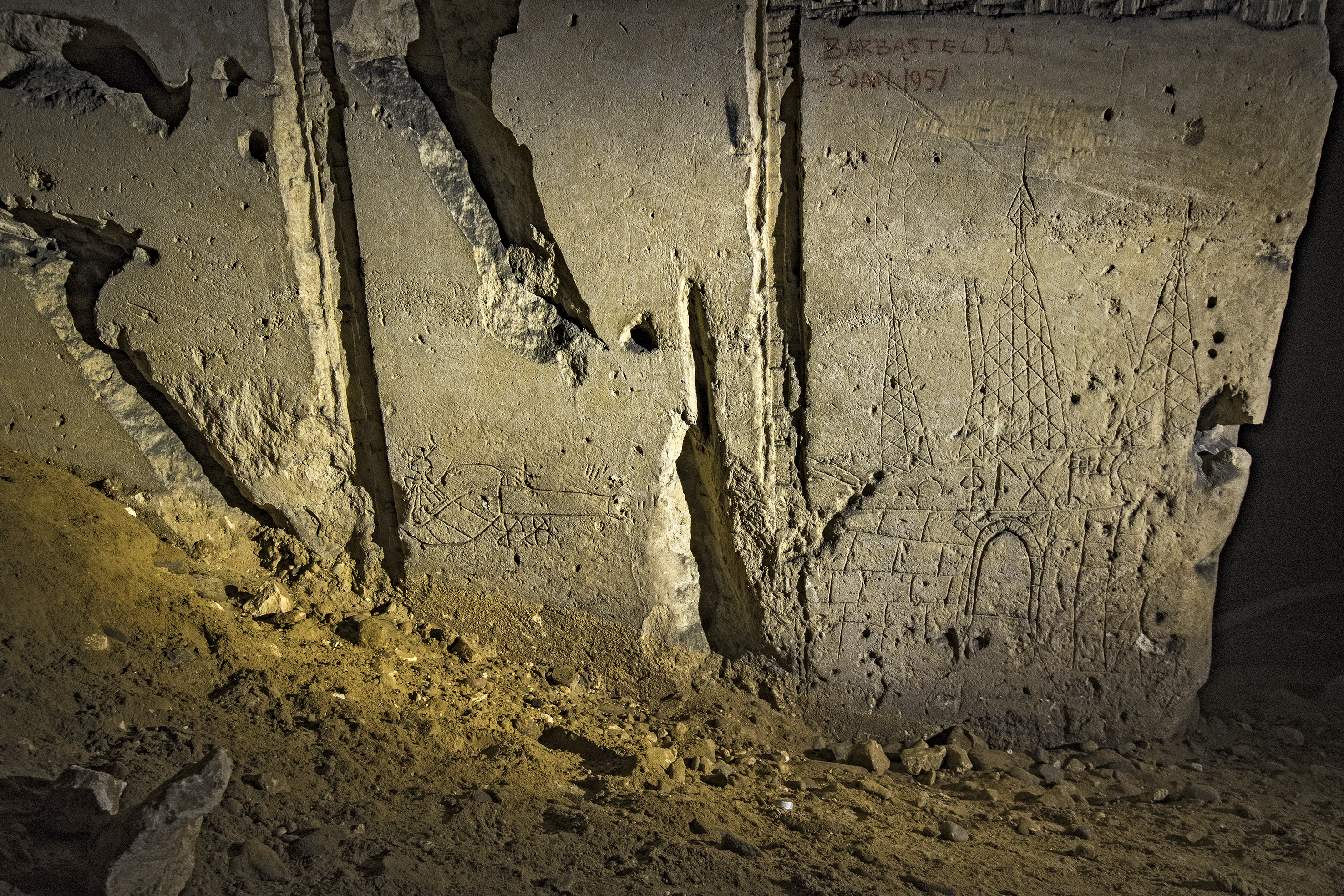
16e-eeuws graffito met (vermoedelijk) tafereel van het Beleg van Maastricht (1579)

De groeve kende drie ingangen en had een diepte van ongeveer 200 meter. De groeve heeft vele instortingen gekend, waaronder een met een grote doline. Anno 2003 was er nog steeds instortingsgevaar.
De groeve is afgesloten door een hekwerk. De ingang van de groeve is in gebruik als Lourdesgrot. De groeve zelf wordt bewoond door vleermuizen.
In de groeve bevinden zich enkele oude graffiti, vermoedelijk daterend uit de 16e eeuw. Zo hebben verschillende rijproosten van het Sint-Servaaskapittel, die toezicht hielden op de exploitatie van de groeve, hun namen op de mergelwanden geschreven. De vanuit historisch oogpunt belangrijkste graffito is waarschijnlijk tijdens het Beleg van Maastricht (1579) tot stand gekomen, toen de groeve mogelijk als schuilplaats diende. De uit twee delen bestaande, ingekraste tekening toont naar alle waarschijnlijkheid een fase uit het beleg, zoals dat vanaf de ingang van de Heerdergroeve kon worden waargenomen: links een kanonnier bij een kanon; rechts de Duitse Poort in Wyck (nog in haar 16e-eeuwse verschijningsvorm met drie torenspitsen). Boven de poortdoorgang zijn een vijftal symbolen ingekrast: een omega (waarschijnlijk als christelijk symbool; zie Alfa en Omega), een Latijns kruis met een cirkel, een zeis (als symbool van de dood; zie Magere Hein), een zandloper (symbool van de eindigheid van het leven; zie vanitas) en een sleutel (de Sint-Servaassleutel?). Boven de poort steken enkele stormladders uit.

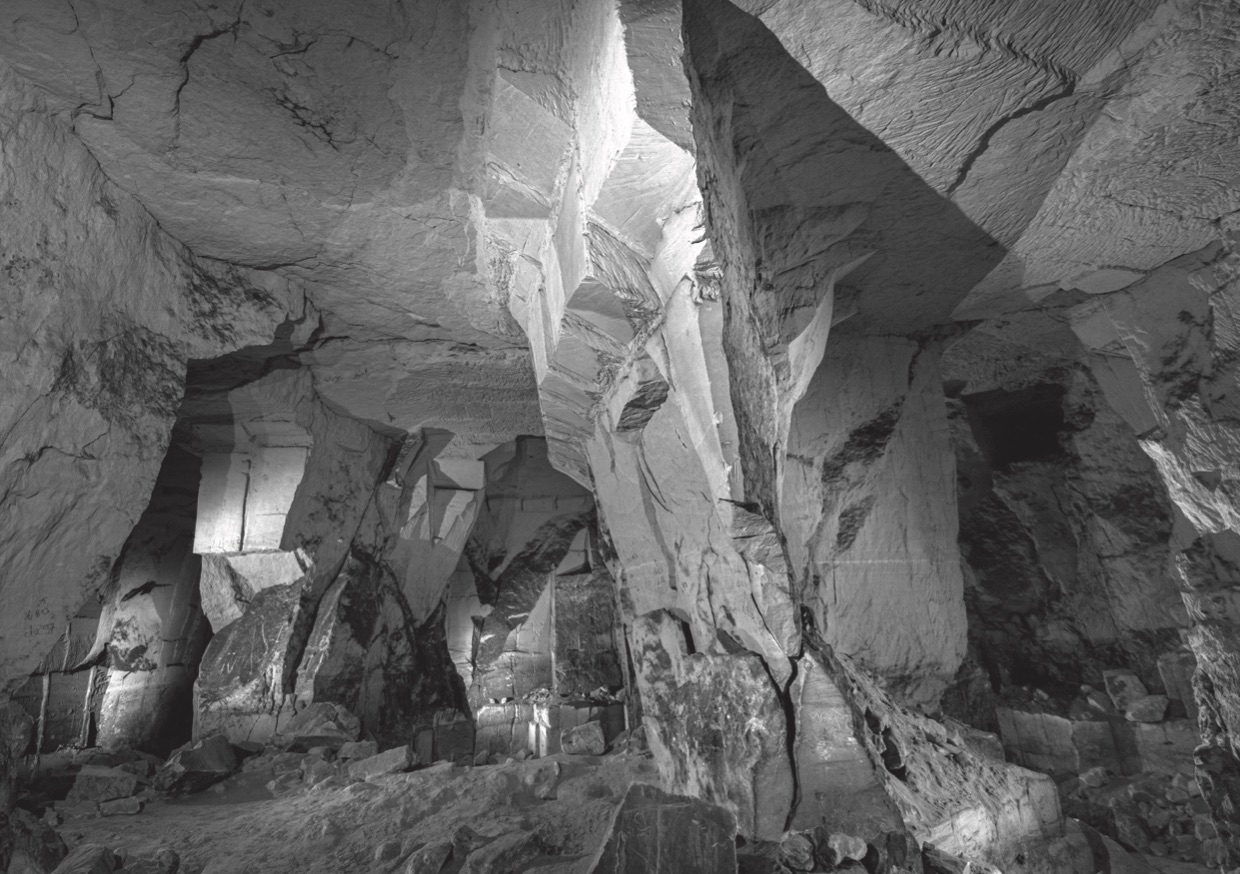
Interieur Heerderberggroeve
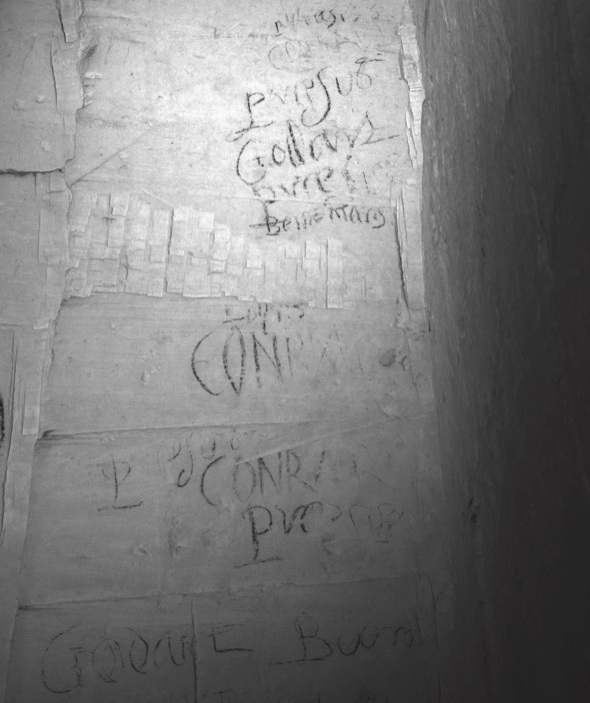
Handtekeningen van rijproosten
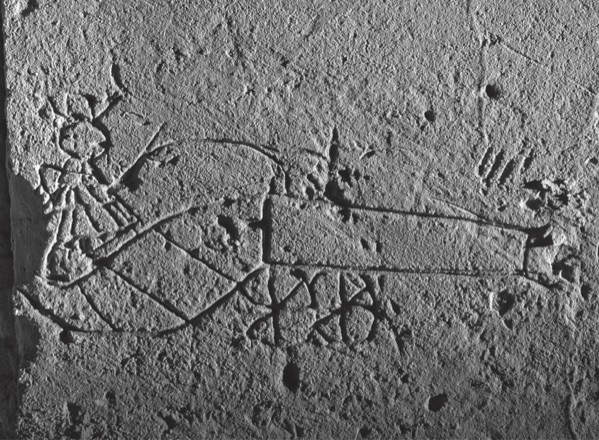
Detail 16e-eeuws graffito: kanonnier
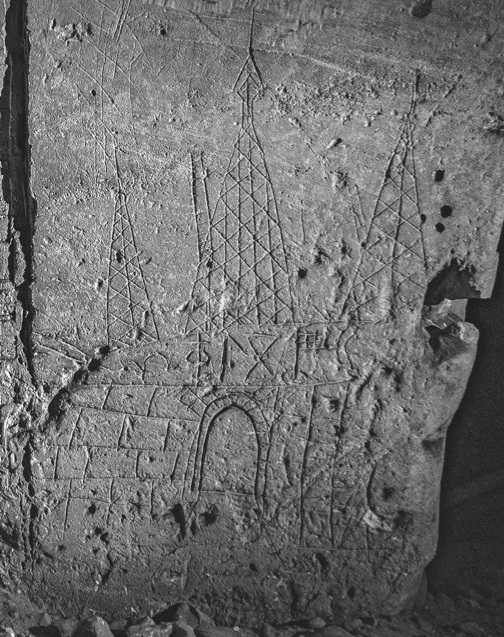
Detail 16e-eeuws graffito: Duitse Poort